# Werner Faymann
Werner Faymann (Viena, 4 de maio de 1960) é um político austríaco que foi chanceler do país de 2008 até 2016.
Em 9 de maio de 2016, ele renunciou os cargos de chanceler e de líder do Partido Social-Democrata da Áustria.